# 장궈전 (방송인)
장궈전(중국어: 章國珍, 병음: Zhāng Gúozhēn, 한자음: 장국진, 1966년 8월 31일 ~ )은 대만의 뉴스 앵커이자 진행자이다.

## 학력
- 국립 칭화 대학 중국어문학과 학사